# Stefanie van der Gragt
Stefanie van der Gragt (Heerhugowaard, 16 augustus 1992) is een Nederlandse voormalig profvoetbalster. Ze is vanaf het seizoen 2023-2024 technisch manager bij de AZ Vrouwen. Ze maakte naam als Nederlands voetbalster die na een internationale carrière in het vrouwenvoetbal op 30-jarige leeftijd besloot te stoppen als speelster. Ze speelde vooral als verdediger, maar in haar 107e en laatste wedstrijd voor het Nederlands elftal scoorde ze als gelegenheidsspits in de kwartfinale van het Wereldkampioenschap in Nieuw-Zeeland.

## Clubcarrière
Van der Gragt begon haar voetbalcarrière bij Reiger Boys uit Heerhugowaard in de pupillen. Ze speelde daar samen met Wesley Hoedt, die net als Van der Gragt later in het nationaal elftal zou spelen. Vanaf de C-junioren stapte ze over naar het jongenselftal van Kolping Boys; hier heeft ze later ook in de Hoofdklasse C enkele wedstrijden bij de dames gespeeld. In de zomer van 2009 maakte ze de overstap naar tweevoudig landskampioen AZ om te gaan spelen in de Eredivisie.
In het seizoen 2010/11 speelde ze haar laatste seizoen bij AZ, dat besloot te stoppen met het vrouwenelftal. In de laatste wedstrijd van het seizoen werd de KNVB beker gewonnen. Daarna stapte ze over naar SC Telstar VVNH. Voor het seizoen 2015/16 verliet ze de Noord-Hollandse club voor FC Twente. Na één seizoen tekende Van der Gragt een contract bij Bayern München, actief in de Duitse Bundesliga, waar mede-international Vivianne Miedema ook actief was. Gedurende het seizoen 2016/17 kampte ze met een slepende blessure, waardoor ze weinig in actie kwam. In mei 2017 besloot ze de club te verlaten. Het seizoen daarop voetbalde ze bij Ajax, waar ze de dubbel (landskampioenschap en beker) won. In juni 2018 tekende ze een tweejarig contract bij FC Barcelona. Met die club bereikte ze in 2018-2019 de finale van de Champions League en werd ze in 2019-2020 kampioen. In de zomer van 2020 besloot ze terug te keren bij Ajax. in de zomer van 2022 scheidden de wegen weer van Van der Gragt en Ajax. Ze tekende daarna een contract bij de Italiaanse profclub Internazionale.

### Afscheid
In april 2023 kondigde Van der Gragt aan na het WK vrouwenvoetbal in Australië en Nieuw-Zeeland een punt achter haar spelersloopbaan te zetten.  Kort daarna werd bekend dat ze technisch manager wordt bij het nieuwe vrouwenelftal van AZ, dat opnieuw wordt opgezet na de overname van de proflicentie voor vrouwenvoetbal van VV Alkmaar.

## Interlandcarrière
Op 8 maart 2012 debuteerde Van der Gragt in het Nederlands elftal in een vriendschappelijke wedstrijd tegen Zwitserland (1–1). In 2015 was ze een basisspeler in het elftal van Nederland dat deelnam aan het wereldkampioenschap voetbal in Canada. Twee jaar later behoorde ze tot de selectie voor het Europees kampioenschap in eigen land; ten tijde van de selectie had ze reeds meer dan dertig interlands gespeeld.
| Interlandgoals | Interlandgoals   | Interlandgoals                                  | Interlandgoals | Interlandgoals | Interlandgoals | Interlandgoals       |
| -------------- | ---------------- | ----------------------------------------------- | -------------- | -------------- | -------------- | -------------------- |
|                |                  |                                                 |                |                |                |                      |
| Goal           | Datum            | Locatie                                         | Tegenstander   | Score          | Uitslag        | Competitie           |
| 1.             | 5 maart 2014     | GSZ Stadium, Larnaca, Cyprus                    | Australië      | 2–0            | 2–2            | Cyprus Cup 2014      |
| 2.             | 10 april 2016    | Jan Louwers Stadion, Eindhoven, Nederland       | Canada         | 1–2            | 1–2            | Vriendschappelijk    |
| 3.             | 20 januari 2017  | Pinatar Arena, San Pedro del Pinatar, Spanje    | Roemenië       | 4–1            | 7–1            | Vriendschappelijk    |
| 4.             | 19 oktober 2017  | NV Arena, Sankt Pölten, Oostenrijk              | Oostenrijk     | 1–0            | 2–0            | Vriendschappelijk    |
| 5.             | 24 november 2017 | NTC Senec, Senec, Slowakije                     | Slowakije      | 1–0            | 5–0            | WK-kwalificatie 2019 |
| 6.             | 24 november 2017 | NTC Senec, Senec, Slowakije                     | Slowakije      | 5–0            | 5–0            | WK-kwalificatie 2019 |
| 7.             | 28 februari 2018 | Bela Vista Municipal Stadium, Parchal, Portugal | Japan          | 5–1            | 6–2            | Algarve Cup 2018     |
| 8.             | 29 juni 2019     | Stade du Hainaut, Valenciennes, Frankrijk       | Italië         | 2-0            | 2-0            | WK 2019              |
| 9.             | 3 september 2019 | Abe Lenstra Stadion, Leeuwarden                 | Turkije        | 1-0            | 3-0            | EK-kwalificatie 2021 |

## Carrièrestatistieken
| Seizoen         | Club                     | Land            | Competitie          | Competitie | Competitie | Beker | Beker | Internationaal | Internationaal | Totaal | Totaal |
| Seizoen         | Club                     | Land            | Competitie          | Wed.       | Dlp.       | Wed.  | Dlp.  | Wed.           | Dlp.           | Wed.   | Dlp.   |
| --------------- | ------------------------ | --------------- | ------------------- | ---------- | ---------- | ----- | ----- | -------------- | -------------- | ------ | ------ |
| 2009/10         | AZ                       | Nederland       | Eredivisie          | 6          | 1          | –     | –     | 1              | 0              | 7      | 1      |
| 2010/11         | AZ                       | Nederland       | Eredivisie          | 1          | 0          | 1     | 0     | –              | –              | 2      | 0      |
| 2011/12         | SC Telstar VVNH          | Nederland       | Eredivisie          | 15         | 1          | –     | –     | –              | –              | 15     | 1      |
| 2012/13         | SC Telstar VVNH          | Nederland       | Women's BeNe League | 24         | 4          | –     | –     | –              | –              | 24     | 4      |
| 2013/14         | SC Telstar VVNH          | Nederland       | Women's BeNe League | 26         | 4          | –     | –     | –              | –              | 26     | 4      |
| 2014/15         | SC Telstar VVNH          | Nederland       | Women's BeNe League | 21         | 4          | –     | –     | –              | –              | 21     | 4      |
| 2015/16         | FC Twente                | Nederland       | Eredivisie          | 21         | 2          | –     | –     | 7              | 0              | 28     | 2      |
| 2016/17         | Bayern München           | Duitsland       | Bundesliga          | 9          | 0          | 1     | 3     | 4              | 1              | 14     | 4      |
| 2017/18         | Ajax                     | Nederland       | Eredivisie          | 20         | 3          | –     | 1     | 4              | 0              | 24     | 4      |
| 2018/19         | FC Barcelona             | Spanje          | Primera División    | 7          | 1          | 2     | 0     | 1              | 0              | 10     | 1      |
| 2019/20         | FC Barcelona             | Spanje          | Primera División    | 7          | 1          | 1     | 0     | 2              | 0              | 10     | 1      |
| 2020/21         | Ajax                     | Nederland       | Vrouwen Eredivisie  | 18         | 3          | 7     | 2     | 2              | 0              | 27     | 5      |
| 2021/22         | Ajax                     | Nederland       | Vrouwen Eredivisie  | 18         | 2          | 3     | 0     | -              | -              | 21     | 2      |
| 2022/23         | FC Internazionale Milano | Italië          | Serie A             | 17         | 3          | 0     | 0     | 0              | 0              | 17     | 3      |
| Carrière totaal | Carrière totaal          | Carrière totaal | Carrière totaal     | 210        | 29         | 15    | 6     | 21             | 1              | 246    | 36     |

Bijgewerkt op 12 augustus 2023.

## Erelijst
| Competitie |        |         |    |    |
| Competitie | Aantal | Jaren   |    |    |
| AZ         | AZ     | AZ      | AZ | AZ |
| ---------- | ------ | ------- | -- | -- |
| Eredivisie | 1x     | 2009/10 |    |    |
| KNVB beker | 1x     | 2010/11 |    |    |
| FC Twente  |        |         |    |    |
| Eredivisie | 1x     | 2015/16 |    |    |
| Ajax       |        |         |    |    |
| Eredivisie | 1x     | 2017/18 |    |    |
| KNVB beker | 1x     | 2017/18 |    |    |

| Competitie             | Winnaar   | Winnaar   | Runner-up | Runner-up | Derde     | Derde     |
| Competitie             | Aantal    | Jaren     | Aantal    | Jaren     | Aantal    | Jaren     |
| Nederland              | Nederland | Nederland | Nederland | Nederland | Nederland | Nederland |
| ---------------------- | --------- | --------- | --------- | --------- | --------- | --------- |
| Europees kampioenschap | 1x        | 2017      |           |           |           |           |
| Algarve Cup            | 1x        | 2018      |           |           |           |           |
| Wereldkampioenschap    |           |           | 1x        | 2019      |           |           |